# André Reithebuch
André Reithebuch (* 27. Oktober 1986) ist der Mister Schweiz des Jahres 2009.

## Leben
Reithebuch ist von Beruf Zimmermann. Er wurde am 2. Mai 2009 im Centro Esposizioni in Lugano zum Mister Schweiz gewählt. Seinen Beruf als Zimmermann übte Reithebuch auch nach seiner Wahl weiterhin aus. 
Reithebuch verdiente in seinem Amtsjahr rund 450'000 Schweizer Franken. Somit überholte er den bislang führenden Ex-Mister Renzo Blumenthal, der etwa 420'000 Schweizer Franken verdient hatte. Dieses Ergebnis konnte Reithebuch insbesondere aufgrund von zahlreichen Veranstaltungsbuchungen realisieren, wo er des Öfteren als besonderer Gast eingeladen wurde. Reithebuch, der, nach eigenen Angaben, heterosexuell ist, wollte kurz nach seinem Titelgewinn trotzdem als Gast an der Europride in Zürich teilnehmen. Das Organisationskomitee von Mister Schweiz untersagte ihm dies jedoch, mit der Begründung, es solle nicht noch einmal das Gerücht einer möglichen Homosexualität des Mister Schweiz entfacht werden, wie es bei Reithebuchs Vorgänger Stephan Weiler der Fall war.
Reithebuch leidet unter einer angeborenen Leseschwäche und Rechtschreibschwäche. In der Boulevardpresse wurde er häufig als Analphabet dargestellt. Mehrfach geriet Reithebuch auch wegen seiner mangelhaften Allgemeinbildung in die Schlagzeilen.
Reithebuch wohnt in Linthal im Kanton Glarus. Ab Juli 2011 übernimmt er bei Thuner Seespielen eine Gastrolle in dem Musical Gotthelf – das Musical. Er verkörpert die stumme, aber dramaturgisch nicht unwichtige Rolle des Senn, einen attraktiven hinzugezogenen Dorfbewohner, der von den Frauen des Dorfes begehrt wird. Er teilt sich seine Rolle mit dem Vize-Mister Schweiz 2011, Michel De Carolis.